# Симанский (посёлок)
Симанский — поселок в городском округе город Первомайск Нижегородской области.

## География
Находится в южной части Нижегородской области на расстоянии приблизительно 2 километра (по прямой) на восток от города Первомайск (Нижегородская область).

## История
Основан в конце XIX века дворянкой Л. П. Симанской. В 1925 году в поселке проживало 40 человек.

## Население
Постоянное население составляло 21 человек (русские 90 %) в 2002 году, 16 в 2010.